# Thomas Nordahl
Thomas Gunnar Nordahl, född 24 maj 1946 i Norrköping, är en svensk före detta fotbollsspelare och fotbollstränare. Han är numera expertkommentator i TV och för tidningen Nerikes Allehanda.
Nordahls far var italienproffset Gunnar Nordahl, medlem av den berömda svensktrion Gre-No-Li (Gren, Nordahl och Liedholm) i AC Milan. Tomas Nordahl växte upp i Milano och gick i italiensk skola.
Som spelare var Thomas Nordahl aktiv i Degerfors IF, Örebro SK, RSC Anderlecht och Juventus. Vidare har Nordahl verkat som tränare i bland annat örebroklubben BK Forward, Sandvikens IF, Motala AIF, IK Grand i Bodø i Norge 1985 och IFK Norrköping.
Vid Viasat Sportfotbollssändningar har Nordahl tidigare varit bisittare till Claes Åkeson i studion, innan de båda beslöt sig för att kommentera italienska stryktipset på TV3 under sommaren 2008.

## Spelarkarriär
Thomas Nordahl debuterade i allsvenskan som 17-åring i Degerfors IF, som han lämnade året därpå för spel i Örebro SK. Där tog han som 18-åring en ordinarie plats. Han blev professionell fotbollsspelare 1968 då han kontrakterades av Juventus, men strax efter kontraktets undertecknande införde italienska ligan importstopp för utländska spelare. Det fick till följd att han under de tre år som kontraktet gällde blev utlånad till det belgiska topplaget Anderlecht. Han återkom till allsvenskan 1971 och blev under hela 1970-talet Örebro SK trogen; under sina två perioder i klubben spelade han totalt 252 matcher. 1980 avslutade han sin spelarkarriär i BK Forward men tvingades sluta samma år på grund av en skada.
Thomas Nordahl gjorde under sina allsvenska säsonger 110 mål. Har blivit utsedd till "Stor grabb" i fotboll och har på meritlistan 15 A-landskamper, 10 U-landskamper och 17 J-landskamper. Han var med i den svenska truppen till Mexiko-VM 1970.

## Tränarkarriär
- BK Forward
- Sandvikens IF
- Motala AIF
- IFK Norrköping